# لواء كيرياتي

شعار اللواء

لواء كيرياتي (بالإنجليزية: Kiryati Brigade) (اللواء الإسرائيلي الرابع في حرب 1948م) تأسس سنة 1948م على يد ديفيد بن-غوريون وكان واحدًا من اللواءات التسعة الأولى التي شَكَّلَتْ عصابة الهاجاناه. كان لواء كيرياتي في البداية مسؤولًا عن تأمين المنطقة المحيطة بتل أبيب. شارك اللواء بعدة معارك في حرب 1948م، كما لعب دورًا خلال العدوان الثلاثي على مصر.

## قائمة بمجموعة عمليات للجيش الإسرائيلي شارك فيها لواء كيرياتي
- عملية داني
- عملية حاميتس
- العدوان الثلاثي على مصر